# فرانك بيري (سياسي)
فرانك بيري (بالإنجليزية: Frank Tennyson Perry)‏ هو صناعي وسياسي بريطاني وأسترالي (وحمل سابقاً جنسية المملكة المتحدة لبريطانيا العظمى وأيرلندا)، ولد في 4 فبراير 1887، وتوفي في 20 أكتوبر 1965. حزبياً، نشط في تحالف الليبرالية والريفي. وقد انتخب عضو مجلس النواب جنوب أستراليا من الجمعية عن دائرة Electoral district of East Torrens ‏ وقد انضم خلال فترته النيابية (8 أبريل 1933 – 18 مارس 1938) للكتلة البرلمانية تحالف الليبرالية والريفي وانتخب عضو مجلس جنوب أستراليا التشريعي عن دائرة Central District No. 2 (South Australian Legislative Council) ‏ وقد انضم خلال فترته النيابية (8 مارس 1947 – 20 أكتوبر 1965) للكتلة البرلمانية تحالف الليبرالية والريفي.